# Ádám Pintér
Ádám Pintér (Balassagyarmat, 12 giugno 1988) è un ex calciatore ungherese, di ruolo difensore e centrocampista.

## Carriera

### Club
Cresciuto nelle giovanili del MTK Budapest, ha giocato con la squadra ungherese per quattro stagioni, vincendo un campionato e una Supercoppa d'Ungheria nel 2008. Il 26 agosto 2010 è stato acquistato dal Real Zaragoza e ha firmato un contratto valido fino a giugno 2014.
Ha esordito con il club aragonese il 19 settembre 2010 contro il Racing Santander.

### Nazionale
Punto fermo della nazionale ungherese Under-21, ha esordito con la nazionale maggiore il 12 ottobre 2010 nella partita Finlandia-Ungheria (1-2), valida per le qualificazioni agli Europei del 2012.
Viene convocato per gli Europei 2016 in Francia.

## Palmarès

### Club

#### Competizioni nazionali
- Campionato ungherese: 2

MTK Budapest: 2007-2008
Ferencvaros: 2015-2016
- Supercoppa d'Ungheria: 2

MTK Budapest: 2008
Ferencvaros: 2015